# Spilogona trianguligera
Spilogona trianguligera är en tvåvingeart som först beskrevs av Zetterstedt 1838.  Spilogona trianguligera ingår i släktet Spilogona, och familjen husflugor. Arten är reproducerande i Sverige.